# Yitzchak Chajkin
Chaim Yitzchak Chajkin, né le 6 mars 1907 à Kossava et mort le 15 avril 1993 à Sarcelles, est un grand-rabbin orthodoxe non-consistorial français du XXe siècle.

## Éléments biographiques
Né à Kossova, en Biélorussie, Chaim Yitzchak Chajkin effectue un cursus traditionnel à la yechiva (académie talmudique) de Baranovich auprès du rabbin Elchonon Wasserman, et après une période de 3 ans et demi dans cette dernière, il rejoint celle du Hafetz Haïm à Radin. Il débarque en France en 1938 afin de prendre la direction de la yechiva Hakhmei Tzorfas, fondée par le grand-rabbin Ernest Weill à Neudorf (Strasbourg), environ cinq ans plus tôt. Il succède au rabbin Simcha Wasserman qui avait fondé cette Yechiva.
Il se fiance durant l’avant guerre avec Fridel Slobotski, d’origine Allemande. Elle fut contrainet devant la montée du Nazisme à fuir en Amérique du Sud avec sa famille. 
Au début de la Seconde Guerre mondiale, Chaim Yitzchak Chajkin, qui n’a pas encore acquis la citoyenneté française, s’engage dans la Légion étrangère où il devient mitrailleur. Il perdra un doigt dans le feu de l'action et, fait prisonnier, sera détenu dans un Stalag en Allemagne.
Fridel Slobotski garda contact avec son fiancé durant la guerre, par relation épistolaire. 
La yechiva de Neudorf, fermée durant la guerre, rouvre ses portes à Aix-les-Bains où elle s'est établie définitivement. Le rabbin Chajkin, de retour de captivité, la dirige, s’occupant en outre de nombre de ses élèves devenus orphelins de guerre. La yechiva accueille de surcroît nombre de jeunes déportés en provenance de Buchenwald et Dachau. De nombreux émigrés arrivent en France venant d’Afrique du Nord, qui vont étudier à Aix-les-Bains, dont Aaron Monsenego, futur Grand Rabbin du Maroc. 
Ce fut seulement en 1946 que les Chajkin purent enfin bâtir leur foyer au sein de la Yeshiva fraîchement rouverte à Aix-Les-Bains. Ils eurent ensemble 7 enfants. 
La Yechiva d'Aix-les-Bains est active à ce jour.